# Danmarksserien 2015
La Danmarksserien 2015 è la 24ª edizione del campionato di football a 9, organizzato dalla DAFF.
I Copenhagen Towers II si sono ritirati, perdendo quindi tutti gli incontri 50-0 a tavolino.

## Squadre partecipanti
| Club                   | Città             | Stadio | Sponsor ufficiale | Risultato nella stagione 2014 |
| ---------------------- | ----------------- | ------ | ----------------- | ----------------------------- |
| AaB 89ers II           | Aalborg           |        |                   |                               |
| Aarhus Tigers II       | Aarhus            |        |                   |                               |
| Copenhagen Towers II   | Gentofte          |        |                   |                               |
| Frederikssund Oaks     | Frederikssund     |        |                   |                               |
| Herlev Rebels II       | Herlev            |        |                   |                               |
| Midwest Musketeers     | Viborg            |        |                   |                               |
| Næstved Vikings        | Næstved           |        |                   |                               |
| Odense Swans           | Odense            |        |                   |                               |
| Skjern Trojans         | Ringkøbing-Skjern |        |                   |                               |
| Slagelse Wolfpack      | Slagelse          |        |                   |                               |
| Sønderborg Sergeants   | Sønderborg        |        |                   |                               |
| Thisted Brewers        | Thisted           |        |                   |                               |
| Triangle Razorbacks II | Vejle             |        |                   |                               |
| USG Cougars            | Copenaghen        |        |                   |                               |

## Stagione regolare

### Calendario

#### 1ª giornata
| Næstved 11 aprile 2015, ore 14:00 | Næstved Vikings | 20 – 8 referto | USG Cougars | H.G. Idrætsanlæg |

| Ringkøbing-Skjern 11 aprile 2015, ore 14:00 | Skjern Trojans | 50 – 0 (a tavolino) referto | Aarhus Tigers II | Stauning Skole |

| Aalborg 12 aprile 2015, ore 14:00 | AaB 89ers II | 62 – 14 referto | Thisted Brewers | Aab´s anlæg |

| Vejle 12 aprile 2015, ore 14:00 | Triangle Razorbacks II | 35 – 0 referto | Sønderborg Sergeants | Vejle Atletikstadion |

| Frederikssund 12 aprile 2015, ore 14:00 | Frederikssund Oaks | 50 – 0 (a tavolino) referto | Copenhagen Towers II | Ådalens Skole |

#### 2ª giornata
| Herlev 18 aprile 2015, ore 14:00 | Herlev Rebels II | 14 – 27 referto | Slagelse Wolfpack | Kildegårdsskolen |

| Thisted 18 aprile 2015, ore 14:00 | Thisted Brewers | 0 – 54 referto | Triangle Razorbacks II | Østre Skole |

| Copenaghen 19 aprile 2015, ore 14:00 | USG Cougars | 0 – 48 referto | Frederikssund Oaks | Valby Idrætspark |

| Skive 19 aprile 2015, ore 14:00 | Midwest Musketeers | 40 – 0 referto | Aarhus Tigers II | Resen Skole |

#### 3ª giornata
| Sønderborg 25 aprile 2015, ore 14:00 | Sønderborg Sergeants | 28 – 46 referto | Odense Swans | Sønderskov skolen |

| Aalborg 25 aprile 2015, ore 14:00 | AaB 89ers II | 0 – 52 referto | Skjern Trojans | Aab´s anlæg |

| Næstved 26 aprile 2015, ore 14:00 | Næstved Vikings | 12 – 14 referto | Slagelse Wolfpack | H.G. Idrætsanlæg |

| Herlev 26 aprile 2015, ore 14:00 | Herlev Rebels II | 50 – 0 (a tavolino) referto | Copenhagen Towers II | Kildegårdsskolen |

#### 4ª giornata
| Copenaghen 2 maggio 2015, ore 14:00 | USG Cougars | 20 – 14 referto | Slagelse Wolfpack | Valby Idrætspark |

| Odense 2 maggio 2015, ore 14:00 | Odense Swans | 13 – 22 referto | Triangle Razorbacks II | Hjalleseskolen |

#### 5ª giornata
| Sønderborg 9 maggio 2015, ore 14:00 | Sønderborg Sergeants | 32 – 24 referto | Thisted Brewers | Sønderskov skolen |

| Næstved 9 maggio 2015, ore 14:00 | Næstved Vikings | 50 – 0 (a tavolino) referto | Copenhagen Towers II | H.G. Idrætsanlæg |

| Frederikssund 10 maggio 2015, ore 14:00 | Frederikssund Oaks | 24 – 6 referto | Herlev Rebels II | Ådalens Skole |

| Aalborg 10 maggio 2015, ore 14:00 | AaB 89ers II | 8 – 42 referto | Midwest Musketeers | Aab´s anlæg |

#### 6ª giornata
| Viby J 16 maggio 2015, ore 10:00 | Aarhus Tigers II | 0 – 34 referto | AaB 89ers II | Bøgeskov Idrætsanlæg |

| Frederikssund 16 maggio 2015, ore 14:00 | Frederikssund Oaks | 50 – 12 referto | Næstved Vikings | Ådalens Skole |

| Odense 17 maggio 2015, ore 14:00 | Odense Swans | 12 – 20 referto | Midwest Musketeers | Hjalleseskolen |

#### 7ª giornata
| Vejle 23 maggio 2015, ore 12:00 | Triangle Razorbacks II | 17 – 18 referto | Skjern Trojans | Vejle Atletikstadion |

| Slagelse 23 maggio 2015, ore 14:00 | Slagelse Wolfpack | 14 – 42 referto | Frederikssund Oaks | Nordhallen |

| Skive 24 maggio 2015, ore 14:00 | Midwest Musketeers | 32 – 36 referto | Sønderborg Sergeants | Resen Skole |

| Thisted 25 maggio 2015, ore 14:00 | Thisted Brewers | 3 – 34 referto | AaB 89ers II | Østre Skole |

| Copenaghen 25 maggio 2015, ore 14:00 | USG Cougars | 50 – 0 (a tavolino) referto | Copenhagen Towers II | Valby Idrætspark |

#### 8ª giornata
| Herlev 30 maggio 2015, ore 14:00 | Herlev Rebels II | 44 – 0 referto | USG Cougars | Kildegårdsskolen |

| Ringkøbing-Skjern 30 maggio 2015, ore 14:00 | Skjern Trojans | 24 – 12 referto | Sønderborg Sergeants | Stauning Skole |

| Viby J 31 maggio 2015, ore 14:00 | Aarhus Tigers II | 0 – 50 (a tavolino) referto | Odense Swans | Bøgeskov Idrætsanlæg |

| Gentofte 31 maggio 2015, ore 14:00 | Copenhagen Towers II | 0 – 50 (a tavolino) referto | Slagelse Wolfpack | Gentofte Sportspark |

#### 9ª giornata
| Vejle 6 giugno 2015, ore 14:00 | Triangle Razorbacks II | 6 – 24 referto | Odense Swans | Vejle Atletikstadion |

| Thisted 6 giugno 2015, ore 14:00 | Thisted Brewers | 0 – 44 referto | Aarhus Tigers II | Østre Skole |

| Næstved 6 giugno 2015, ore 14:00 | Næstved Vikings | 6 – 42 referto | Herlev Rebels II | H.G. Idrætsanlæg |

| Gentofte 7 giugno 2015, ore 14:00 | Copenhagen Towers II | 0 – 50 (a tavolino) referto | Frederikssund Oaks | Gentofte Sportspark |

#### 10ª giornata
| Sønderborg 13 giugno 2015, ore 14:00 | Sønderborg Sergeants | 18 – 20 referto | AaB 89ers II | Sønderskov skolen |

| Copenaghen 14 giugno 2015, ore 10:00 | USG Cougars | 25 – 50 referto | Næstved Vikings | Valby Idrætspark |

| Slagelse 14 giugno 2015, ore 14:00 | Slagelse Wolfpack | 22 – 20 referto | Herlev Rebels II | Nordhallen |

| Ringkøbing-Skjern 14 giugno 2015, ore 14:00 | Skjern Trojans | 15 – 14 referto | Midwest Musketeers | Stauning Skole |

#### 11ª giornata
| Viby J 20 giugno 2015, ore 14:00 | Aarhus Tigers II | 20 – 36 referto | Triangle Razorbacks II | Bøgeskov Idrætsanlæg |

| Odense 20 giugno 2015, ore 14:00 | Odense Swans | 14 – 23 referto | Skjern Trojans | Hjalleseskolen |

| Frederikssund 20 giugno 2015, ore 14:00 | Frederikssund Oaks | 50 – 0 (a tavolino) referto | USG Cougars | Ådalens Skole |

| Skive 21 giugno 2015, ore 14:00 | Midwest Musketeers | 56 – 6 referto | Thisted Brewers | Resen Skole |

| Slagelse 21 giugno 2015, ore 14:00 | Slagelse Wolfpack | 15 – 18 referto | Næstved Vikings | Nordhallen |

#### 12ª giornata
| Gentofte 27 giugno 2015, ore 14:00 | Copenhagen Towers II | 0 – 50 (a tavolino) referto | Herlev Rebels II | Gentofte Sportspark |

| Ringkøbing-Skjern 27 giugno 2015, ore 14:00 | Skjern Trojans | 50 – 0 referto | Odense Swans | Stauning Skole |

| Viby J 28 giugno 2015, ore 14:00 | Aarhus Tigers II | 12 – 43 referto | Sønderborg Sergeants | Bøgeskov Idrætsanlæg |

#### 13ª giornata
| Aalborg 5 luglio 2015, ore 14:00 | AaB 89ers II | 60 – 30 referto | Triangle Razorbacks II | Aab´s anlæg |

#### 14ª giornata
| Vejle 8 agosto 2015, ore 14:00 | Triangle Razorbacks II | 34 – 6 referto | AaB 89ers II | Vejle Atletikstadion |

| Thisted 9 agosto 2015, ore 14:00 | Thisted Brewers | 0 – 50 (a tavolino) referto | Midwest Musketeers | Østre Skole |

#### 15ª giornata
| Herlev 15 agosto 2015, ore 14:00 | Herlev Rebels II | 0 – 20 referto | Frederikssund Oaks | Kildegårdsskolen |

| Sønderborg 15 agosto 2015, ore 14:00 | Sønderborg Sergeants | 18 – 32 referto | Midwest Musketeers | Sønderskov skolen |

| Ringkøbing-Skjern 15 agosto 2015, ore 14:00 | Skjern Trojans | 50 – 0 (a tavolino) referto | Thisted Brewers | Stauning Skole |

| Odense 16 agosto 2015, ore 14:00 | Odense Swans | 44 – 42 referto | Aarhus Tigers II | Hjalleseskolen |

| Slagelse 16 agosto 2015, ore 14:00 | Slagelse Wolfpack | 53 – 14 referto | USG Cougars | Nordhallen |

#### 16ª giornata
| Aalborg 22 agosto 2015, ore 14:00 | AaB 89ers II | 50 – 0 (a tavolino) referto | Odense Swans | Aab´s anlæg |

| Gentofte 23 agosto 2015, ore 14:00 | Copenhagen Towers II | 0 – 50 (a tavolino) referto | Næstved Vikings | Gentofte Sportspark |

#### 17ª giornata
| Viborg 29 agosto 2015, ore 14:00 | Midwest Musketeers | 42 – 14 referto | AaB 89ers II | Viborg Katedralskole |

| Thisted 29 agosto 2015, ore 14:00 | Thisted Brewers | 12 – 26 referto | Sønderborg Sergeants | Østre Skole |

| Frederikssund 29 agosto 2015, ore 14:00 | Frederikssund Oaks | 54 – 0 referto | Slagelse Wolfpack | Ådalens Skole |

| Herlev 30 agosto 2015, ore 14:00 | Herlev Rebels II | 32 – 0 referto | Næstved Vikings | Kildegårdsskolen |

#### 18ª giornata
| Gentofte 5 settembre 2015, ore 10:00 | Copenhagen Towers II | 0 – 50 (a tavolino) referto | USG Cougars | Gentofte Sportspark |

| Viby J 5 settembre 2015, ore 14:00 | Aarhus Tigers II | - – - (annullata) referto | Skjern Trojans | Bøgeskov Idrætsanlæg |

| Viborg 6 settembre 2015, ore 14:00 | Midwest Musketeers | 30 – 14 referto | Triangle Razorbacks II | Viborg Katedralskole |

#### 19ª giornata
| Copenaghen 12 settembre 2015, ore 10:00 | USG Cougars | 20 – 70 referto | Herlev Rebels II | Valby Idrætspark |

| Næstved 12 settembre 2015, ore 14:00 | Næstved Vikings | 0 – 40 referto | Frederikssund Oaks | H.G. Idrætsanlæg |

| Sønderborg 12 settembre 2015, ore 14:00 | Sønderborg Sergeants | 42 – 22 referto | Skjern Trojans | Sønderskov skolen |

| Odense 12 settembre 2015, ore 14:00 | Odense Swans | 60 – 6 referto | Thisted Brewers | Hjalleseskolen |

| Vejle 13 settembre 2015, ore 14:00 | Triangle Razorbacks II | 46 – 0 referto | Aarhus Tigers II | Vejle Atletikstadion |

| Slagelse 13 settembre 2015, ore 14:00 | Slagelse Wolfpack | 50 – 0 (a tavolino) referto | Copenhagen Towers II | Nordhallen |

### Classifiche
Le classifiche della regular season sono le seguenti:
- PCT = percentuale di vittorie, G = partite giocate, V = partite vinte,  P = partite perse, PF = punti fatti, PS = punti subiti

#### Vest
| Pos. | Squadra                | PCT  | G  | V | N | P  | PF  | PS  |
| ---- | ---------------------- | ---- | -- | - | - | -- | --- | --- |
| 1    | Skjern Trojans         | .889 | 9  | 8 | 0 | 1  | 304 | 103 |
| 2    | Midwest Musketeers     | .800 | 10 | 8 | 0 | 2  | 358 | 123 |
| 3    | AaB 89ers II           | .600 | 10 | 6 | 0 | 4  | 288 | 235 |
| 4    | Triangle Razorbacks II | .600 | 10 | 6 | 0 | 4  | 294 | 171 |
| 5    | Odense Swans           | .500 | 10 | 5 | 0 | 5  | 263 | 247 |
| 6    | Sønderborg Sergeants   | .500 | 10 | 5 | 0 | 5  | 259 | 259 |
| 7    | Aarhus Tigers II       | .111 | 9  | 1 | 0 | 8  | 118 | 343 |
| 8    | Thisted Brewers        | .000 | 10 | 0 | 0 | 10 | 65  | 468 |

#### Øst
| Pos. | Squadra              | PCT   | G  | V  | N | P  | PF  | PS  |
| ---- | -------------------- | ----- | -- | -- | - | -- | --- | --- |
| 1    | Frederikssund Oaks   | 1.000 | 10 | 10 | 0 | 0  | 428 | 32  |
| 2    | Slagelse Wolfpack    | .600  | 10 | 6  | 0 | 4  | 259 | 194 |
| 3    | Herlev Rebels II     | .600  | 10 | 6  | 0 | 4  | 328 | 119 |
| 4    | Næstved Vikings      | .500  | 10 | 5  | 0 | 5  | 218 | 226 |
| 5    | USG Cougars          | .300  | 10 | 3  | 0 | 7  | 187 | 349 |
| 6    | Copenhagen Towers II | .000  | 10 | 0  | 0 | 10 | 0   | 500 |

## Playoff

### Tabellone
|  | Wild Card | Wild Card          | Wild Card          |                    |                   | Semifinali        | Semifinali     | Semifinali |  |  | XXIV Elming Bowl | XXIV Elming Bowl | XXIV Elming Bowl |  |
|  |           |                    |                    |                    |                   |                   |                |            |  |  |                  |                  |                  |  |
|  |           |                    |                    |                    |                   | 1V                | Skjern Trojans | 6          |  |  |                  |                  |                  |  |
|  |           |                    |                    |                    |                   | 1V                | Skjern Trojans | 6          |  |  |                  |                  |                  |  |
|  |           |                    |                    | Slagelse Wolfpack  | 41                |                   |                |            |  |  |                  |                  |                  |  |
|  | 2Ø        | Slagelse Wolfpack  | 56                 | Slagelse Wolfpack  | 41                |                   |                |            |  |  |                  |                  |                  |  |
|  | 2Ø        | Slagelse Wolfpack  | 56                 |                    |                   |                   |                |            |  |  |                  |                  |                  |  |
|  | 3V        | AaB 89ers II       | 6                  |                    |                   |                   |                |            |  |  |                  |                  |                  |  |
|  | 3V        | AaB 89ers II       | 6                  |                    | Slagelse Wolfpack | Slagelse Wolfpack | 33             |            |  |  |                  |                  |                  |  |
|  |           |                    |                    |                    |                   |                   |                |            |  |  |                  |                  |                  |  |
|  |           |                    | Frederikssund Oaks | Frederikssund Oaks | 22                |                   |                |            |  |  |                  |                  |                  |  |
|  |           |                    |                    | Frederikssund Oaks | 22                |                   |                |            |  |  |                  |                  |                  |  |
|  |           |                    |                    |                    |                   |                   |                |            |  |  |                  |                  |                  |  |
|  |           |                    |                    |                    |                   |                   |                |            |  |  |                  |                  |                  |  |
|  |           | 1Ø                 | Frederikssund Oaks | 18                 |                   |                   |                |            |  |  |                  |                  |                  |  |
|  |           |                    |                    | 18                 |                   |                   |                |            |  |  |                  |                  |                  |  |
|  |           |                    |                    | Herlev Rebels II   | 0                 |                   |                |            |  |  |                  |                  |                  |  |
|  | 2V        | Midwest Musketeers | 12                 | Herlev Rebels II   | 0                 |                   |                |            |  |  |                  |                  |                  |  |
|  | 2V        | Midwest Musketeers | 12                 |                    |                   |                   |                |            |  |  |                  |                  |                  |  |
|  | 3Ø        | Herlev Rebels II   | 48                 |                    |                   |                   |                |            |  |  |                  |                  |                  |  |

### Wild Card
| Skive 19 settembre 2015, ore 14:00 | Midwest Musketeers | 12 – 48 referto | Herlev Rebels II | Resen Skole |

| Slagelse 20 settembre 2015, ore 14:00 | Slagelse Wolfpack | 56 – 6 referto | AaB 89ers II | Nordhallen |

### Semifinali
| Frederikssund 26 settembre 2015, ore 14:00 | Frederikssund Oaks | 18 – 0 referto | Herlev Rebels II | Ådalens Skole |

| Ringkøbing-Skjern 26 settembre 2015, ore 14:00 | Skjern Trojans | 6 – 41 referto | Slagelse Wolfpack | Stauning Skole |

### XXIV Elming Bowl
| Frederikssund 4 ottobre 2015, ore 15:00 | Frederikssund Oaks | 22 – 33 referto | Slagelse Wolfpack | Ådalens Skole |

## Verdetti
- Slagelse Wolfpack Vincitori dell'Elming Bowl 2015